# Conmee
Conmee es un municipio canadiense situado en la provincia de Ontario.

## Superficie
Conmee tiene una superficie de 167,65 km².

## Demografía
En 2021, tenía 798 habitantes, una densidad poblacional de 4,8 hab./km², y 317 viviendas.